# Перлин, Борис Зиновьевич
Бори́с Зино́вьевич Пе́рлин (при рождении Борух-Бер Залман-Дoвидович Перлин; 25 августа 1912, Екатеринослав — 23 сентября 1995, Кишинёв) — молдавский советский анатом, нейроморфолог. Доктор медицинских наук (1968), профессор (1968), заслуженный деятель науки Молдавской ССР.

## Биография
Родился 12 августа (по старому стилю) 1912 года в семье негинского мещанина Климовичского уезда Могилёвской губернии, железнодорожника Залмана-Довида Боруховича Перлина; мать — Бася Перлина. Во время эпидемии холеры, будучи подростком, остался без отца. Работал на днепропетровских заводах «Красный Профинтерн» (1929—1933) и «Сатурн» (1934—1936, инструктор отдела кадров), а в 1936 году поступил в Днепропетровский медицинский институт. В 1941 году эвакуировался с матерью в Свердловск, где продолжил обучение и одновременно работал препаратором на кафедре анатомии человека, которой заведовал профессор А. П. Лаврентьев. Младший брат Арон, студент Днепропетровского медицинского института, погиб на фронте в 1941 году.
После окончания института остался работать ассистентом кафедры и вместе с ней был в 1944 году переведён в Кисловодск. В 1945 году вместе со своим научным руководителем профессором А. П. Лаврентьевым и другими преподавателями эвакуированного в Кисловодск 1-го Ленинградского медицинского института прибыл в Кишинёв, где был назначен ассистентом кафедры анатомии человека новообразованного Кишинёвского государственного медицинского института. Кандидатскую диссертацию («Участие блуждающего нерва в иннервации илеоцекального отдела кишечника») защитил в 1954 году, с того же года доцент кафедры. С 1959 по 1987 год — заведующий кафедрой анатомии человека, создатель её анатомического музея. Докторская диссертация («Нервный аппарат твёрдой оболочки головного мозга человека») была защищена в 1968 году.
Основные труды — по иннервации соединительнотканных структур, кровеносных сосудов, твёрдой оболочки головного мозга.
Международная научная конференция «Актуальные вопросы морфологии», посвящённая 100-летию со дня рождения профессора Б. З. Перлина, прошла в сентябре 2012 года в Кишинёве.

## Семья
Жена (с 1945 года) — Лидия Петровна Перлина, доцент кафедры микробиологии Кишинёвского медицинского института.

## Монографии
- Иннервация тазобедренного сустава человека в норме и при туберкулёзном коксите (с В. Н. Андриешем и Л. А. Бибиковой). Кишинёв: Штиинца, 1977.
- Иннервация твердой оболочки головного мозга. Кишинёв: Штиинца, 1983.
- Миология: учебное пособие для студентов в 2-х частях (с В. И. Зябловым, В. В. Бобиным и М. Р. Сапиным). Симферополь: Крымский медицинский институт, 1985.
- Руководство по препарированию сосудов и нервов человека. Кишинёв: Штиинца, 1992.

## Под редакцией Б. З. Перлина
- Морфологические закономерности периферической иннервации. Кишинёв: Картя молдовеняскэ, 1964.
- Морфологические закономерности периферической иннервации. Кишинёв: Штиинца, 1988.

## О Б. З. Перлине
- Boris Perlin. Кишинёв, 2002.[8]